# Aruppukkottai
Aruppukkottai là một thành phố và khu đô thị của quận Virudhunagar thuộc bang Tamil Nadu, Ấn Độ.

## Địa lý
Aruppukkottai có vị trí 9°31′B 78°06′Đ / 9,52°B 78,1°Đ Nó có độ cao trung bình là 97 mét (318 foot).

## Nhân khẩu
Theo điều tra dân số năm 2001 của Ấn Độ, Aruppukkottai có dân số 83.999 người. Phái nam chiếm 50% tổng số dân và phái nữ chiếm 50%. Aruppukkottai có tỷ lệ 79% biết đọc biết viết, cao hơn tỷ lệ trung bình toàn quốc là 59,5%: tỷ lệ cho phái nam là 85%, và tỷ lệ cho phái nữ là 73%. Tại Aruppukkottai, 9% dân số nhỏ hơn 6 tuổi.